# Герб Жуковки (Брянская область)
Герб города Жу́ковки — административного центра Жуковского района Брянской области Российской Федерации.
Герб города утверждён решением исполнительного комитета Жуковского районного Совета народных депутатов Брянской области № 500 от 24 ноября 1982 года.
Герб подлежит внесению в Государственный геральдический регистр Российской Федерации.

## Описание герба и его символики
«Герб имеет форму щита. Герб разделён по горизонтали на 3 части, по вертикали нижняя часть герба разделена на 2 симметричные части. В верхней части герба название города на зеленом фоне. В средней части герба фрагмент герба г. Брянска указывает на областное подчинение города. В правой (от зрителя) нижней части герба — велосипед, символизирующий основную промышленность города. В левой (от зрителя) нижней части герба — лось, символизирующий фауну окрестных лесов. Зеленый фон нижней части герба говорит о богатых лесных массивах, окружающих город».

## История герба
Одна из главных фигур герба Жуковки — велосипед, размещен на гербе Жуковского района (утверждён в 1997 году), описание которого гласит: «Верхнее поле щита зеленое с изображением велосипеда, символизирующего основное производство района, принесшее району всероссийскую известность. Зеленый цвет означает наличие лесов в районе. Лира, изображенная на гербе, символизирует родину поэта Ф. И. Тютчева. В верхней части герба изображена зелёная лента с красной полоской — символ активной партизанской борьбы с фашистами в годы Великой Отечественной войны. В нижней части герба синяя полоса с голубыми синхронными волнами, символизирующая реку Десну, протекающую по территории района. Жёлтый цвет — цвет хлебной нивы с условным изображением колосьев и листьев картофеля, символизирующих сельское хозяйство, которое в районе преобладает». Подтверждения об официальном утверждении герба Жуковского района в открытых источниках нет.